# Tianyusaurus zhengi
Il tianyusauro (Tianyusaurus zhengi) è un rettile estinto, appartenente agli squamati. Visse nel Cretaceo superiore (Maastrichtiano, circa 66 milioni di anni fa) e i suoi resti fossili sono stati ritrovati in Cina. È l'unico squamato dotato di barra temporale inferiore.

## Descrizione
Questo animale è noto per alcuni esemplari; l'olotipo è rappresentato da uno scheletro incompleto, comprendente il cranio, la mandibola, le prime otto vertebre cervicali e le ossa del cinto scapolare. Il cranio dell'esemplare è leggermente deformato. Altri esemplari scoperti successivamente comprendono tre crani, più completi e meno distorti dell'esemplare tipo.
Tianyusaurus era simile a una grossa lucertola; il solo cranio, nell'esemplare più grande, era lungo quasi 9 centimetri, e si suppone che la lunghezza dell'intero animale fosse di circa 1,5 metri. Il cranio era molto robusto, ma la caratteristica morfologica più rilevante di Tianyusaurus era data dalla presenxa di una barra temporale inferiore, caso unico tra gli squamati. I denti premascellari erano 6 o 7, mentre quelli sul mascellare erano 24 e di piccole dimensioni. Unica eccezione erano due denti superiori di grandi dimensioni, simili a canini, molto appuntiti. Il cranio è tipico dei diapsidi, con una piccola finestra superiore.

## Classificazione
Tianyusaurus è stato descritto per la prima volta nel 2008, sulla base di un fossile incompleto rinvenuto nella formazione Qiupa, nella provincia di Henan, risalente alla fine del Maastrichtiano. Altri tre esemplari sono stati descritti nel 2010, provenienti dalla formazione coeva Nanxiong, nella provincia di Jiangxi. Questi esemplari, meglio conservati, hanno permesso di riconoscere alcune caratteristiche peculiari, tra le quali la presenza di una barra temporale inferiore. Questa caratteristica è assente negli altri squamati, ed è invece presente negli sfenodonti. Fino alla descrizione dei tre esemplari di Tianyusaurus, si pensava che l'assenza di questa struttura fosse un carattere evoluto degli squamati, ma la presenza in Tianyusaurus potrebbe indicare che la barra temporale si sia sviluppata in seguito.
La morfologia di Tianyusaurus indica che questo animale era un membro dei Boreoteiioidea, un clade di grandi lucertole erbivore di grande successo evolutivo, che si diffusero in Asia orientale, in Europa e in Nordamerica nel corso del Cretaceo superiore, ma che si estinsero al termine del periodo. Tra le forme più note di questo gruppo sono da ricordare i poliglifanodontidi e il curioso Sineoamphisbaena.

## Paleobiologia
Dallo studio del cranio, si suppone che Tianyusaurus fosse un animale erbivoro od onnivoro, che poteva spalancare le fauci per inghiottire grandi quantità di cibo. I due "canini" allungati potrebbero essere stati utili nell'insorgere di dispute territoriali o per strappare grandi bocconi.